# Ricardo Villalobos (musicien)
Ne doit pas être confondu avec Ricardo Villalobos (beach soccer).
Ricardo Villalobos est un producteur et DJ germano-chilien de musique électronique. Il est un des représentants importants de la techno minimale et de la microhouse.

## Biographie

### Origines et influences
Ricardo Villalobos est né à Santiago en 1970, d'un père chilien et d'une mère allemande. Sa famille part en exil en Allemagne en 1973 à la suite du coup d'État de Pinochet. Élevé dans un milieu familial mélomane, il commence à jouer des congas et du bongo à l'âge de dix ans. Durant son adolescence, il subit l'influence de Depeche Mode qui lui fait découvrir la musique électronique. À cette influence s'ajoute celle de Daniel Miller, Daniel Bell, Andrew Weatherall et, à partir des années 1990, celle de Richie Hawtin. Les rythmes sud-américains qui ont bercé son enfance sont également une source d'inspiration importante de sa musique.

### Débuts
C'est au début des années 1990 qu' il s'enthousiasme pour le mouvement acid house et devient DJ amateur, tout en poursuivant des études universitaires. En 1993, il sort son premier disque sur Placid Flavour, un label resté confidentiel. Le succès et le professionnalisme ne viendront que progressivement. En 1995, à Francfort, il est DJ résident au club « Box », et par la suite au « Omen », un club dirigé par Sven Vath. À partir de 1998, il se consacre pleinement à sa production musicale et enchaine les sorties sur des labels indépendants réputés comme Playhouse ou Perlon.
En 2003, son album Alcachofa (en), est vivement apprécié par la critique musicale ,, ce qui contribuera à sa popularité. Parmi ses fréquentes productions, il sort un morceau intitulé Enfants (dédié à la naissance de son fils) qui est une adaptation du chœur Baba Yaga la Sorcière de Christian Vander.

### Productions
Ricardo Villalobos est connu pour ses morceaux qui évoluent sur la longueur. Allant de 10 minutes jusqu'à la demi-heure, et parfois plus, il laisse ainsi place à l' improvisation. Bien qu'affranchies des formats commerciaux, ses compositions où se mélangent sonorités traditionnelles et instrumentales, aux textures abstraites et rythmes électroniques révèlent une maîtrise sans équivoque dans sa technique de production. Son audace est une caractéristique majeure que l'on retrouve dans ses compositions et ses remixes.
En 2007, il sort un CD mixé Fabric 36 (en) composé exclusivement de ses productions personnelles, s'apparentant à un album, et dont l'originalité et la créativité sont évoquées avec éloges par les médias,. On remarquera[style à revoir] aussi ses réinterprétations électroacoustique, en collaboration avec Max Loderbauer, d'œuvres de jazz extraites du catalogue musical du label ECM,,.

### Performances
Il est à partir de 2005, le disc jockey représentatif du renouveau dans le milieu. Il joue principalement sur platines vinyles. Ses performances révèlent un personnage pittoresque qui s'illustre par une musique libérée des schémas techno, et un comportement festif, dont l'originalité et la spontanéité suscite la controverse,. Il est évident qu'il privilégie « l'instant » à la préparation et n'adopte aucune règle ou code visant à donner une image représentative particulière.
En 2009, le réalisateur Romuald Karmakar lui consacre un film documentaire, Villalobos, présenté à la Mostra de Venise. En France, le film est projeté à la Gaité-Lyrique.

## Discographie

### Albums studio
- 2003 : Alcachofa
- 2004 : Thé au Harem d’Archimède
- 2007 :  Seis es Drum
- 2008 : Vasco
- 2011 : Re: ECM (avec Max Loderbauer)
- 2012 : Dependent and Happy
- 2017 : Empirical House LP

### EP
- 1993 : Sinus Poetry EP (vinyle)
- 1995 : The Contempt (vinyle)
- 1996 : N-DRA (vinyle)
- 1998 : Heike (vinyle)
- 1998 : Salvador (vinyle)
- 1999 : 808 The Bassqueen (vinyle)

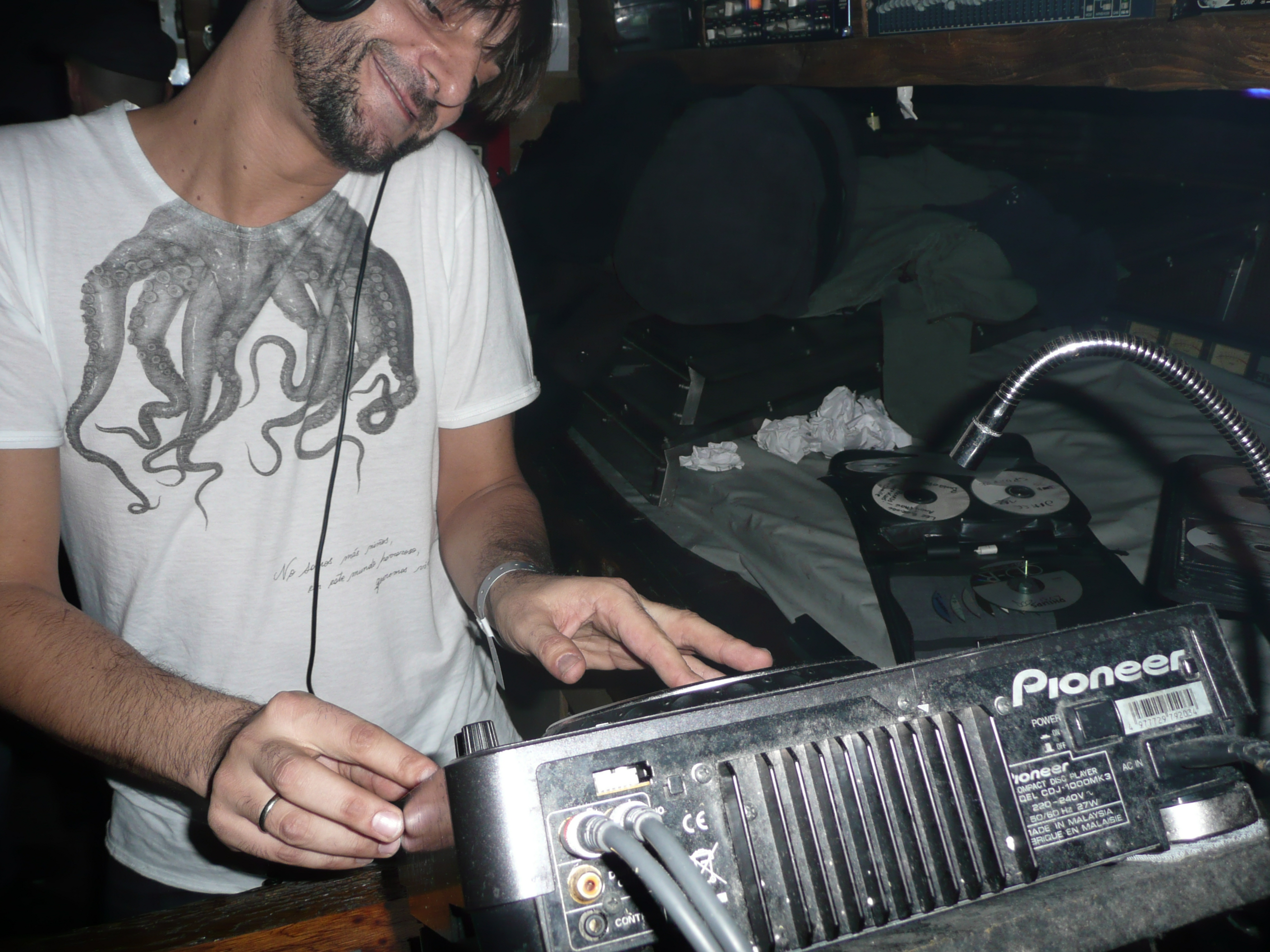
Villalobos au Fabric.

- 1999 : Frank Mueller Melodram (vinyle)
- 1999 : Pino Jet Explosion (vinyle)
- 2000 : Que Belle Epoque (vinyle)
- 2000 : Tomorrov Cocktail (vinyle)
- 2001 : Bredow / Damm 3 (vinyle)
- 2003 : 808 The Bass Queen / Filtadelic (vinyle)
- 2004 : Something Bad / You Wanna Start ? (vinyle)
- 2005 : Achso (double vinyle)
- 2005 : Chromosul (vinyle)
- 2005 : For Disco Only 2 (vinyle)
- 2006 : Fizheuer Zieheuer (vinyle)
- 2006 : Salvador
- 2006 : Que Belle Epoque 2006 (vinyle)
- 2006 : Seive / Jimis 2006 (vinyle)
- 2006 : Unflug Mixes (vinyle)
- 2006 : What You Say Is More Than I Can Say (vinyle)
- 2006 : What's Wrong My Friends? (double vinyle)
- 2008 : Enfants
- 2008 : Vasco EP part. 1

### Remixes
- 2006 : Depeche Mode - Sinner in Me (vinyle)
- 2007 : New Order - Confusion (vinyle)
- 2007 : Beck - Celle Phone's Dead (vinyle)
- 2007 : Shackleton - Blood on My hands (vinyle)
- 2013 : Mari Kvien Brunvoll - Everywhere You Go (villalobos Celestial Voice Ressurection Mix)

### Mixes CD
- 2006 : Love Family Trax
- 2006 : Taka Taka
- 2006 : Green and Blue
- 2007 : Fabric 36